# Djétenan Kouadio
Djétenan Kouadio, född 5 augusti 1960, är en friidrottare från Elfenbenskusten. Han deltog vid olympiska sommarspelen 1988.